# Анфим I (патриарх Константинопольский)
Анфим I (греч. Άνθιμος Α΄; умер после 560 года) — патриарх константинопольский (июнь 535 — март 536).
До возведения на константинопольскую кафедру Анфим был митрополитом Трапезундским (после 518 года), был участником богословского спора с монофизитами в 532 году. После смерти патриарха Епифания при поддержке императрицы Феодоры стал Константинопольским патриархом. После этого сблизился с лидерами монофизитов Севиром Антиохийским и Феодосием I Александрийским, стал разделять их взгляды.
Каноничность избрания Анфима патриархом оспаривалась папой Агапитом I по причине перехода с одной кафедры на другую (запрещено 15-м правилом Первого Вселенского собора). Видя угрозу роста влияния монофизитов при императорском дворе папа в начале 536 года прибыл в Константинополь и добился у императора Юстиниана смещения Анфима с патриаршего престола. Его место занял святитель Мина.
В мае-июне 536 года состоялся поместный собор, отлучивший заочно Анфима от церкви и лишивший его священного сана, это решение было подтверждено императорским эдиктом 6 августа 536 года. После этого императрица Феодора укрывала его 12 лет в тайной кельи своего дворца. После смерти императрицы Анфим примирился с Юстинианом и продолжал проживать в императорском дворце до своей смерти.
Из сочинений Анфима сохранились лишь отдельные фрагменты, а также несколько его писем к монофизитским лидерам.